# Francesco Conz
Francesco Conz (Cittadella, 7 settembre 1935 – Verona, 5 aprile 2010) è stato un editore e collezionista italiano dei più importanti movimenti di neo-avanguardia: Fluxus, Azionismo Viennese, Zaj, lettrismo, poesia concreta, poesia visiva, poesia sonora e Gorgona.

## Biografia
Nato da una famiglia di estrazione borghese e di origini austro-ungarica che prima dell'indipendenza dell'Italia aveva ottenuto da Thurn und Taxis la concessione per la tratta di diligenza da Innsbruck a Padova.
Nel 1947 la famiglia si trasferisce a Roma dove Francesco frequenta il Collegio Massimo, rientrando a Cittadella nel 1950, dopo la morte del padre avvenuta nel 1949. Frequenta il Liceo Classico presso il collegio dell'Istituto Cavanis "Collegio Canova" a Possagno (TV), gestito dai Padri Cavanis.
Nel 1956 viene iscritto dalla madre all'Università Cattolica del Sacro Cuore di Milano attraverso padre Gemelli, allora rettore e amico di famiglia.
Dopo due anni di frequenze alla facoltà di Economia e Commercio, lascia gli studi e nel 1959 si trasferisce in Francia. Frequenta saltuariamente la Sorbona, fa vari mestieri fra cui il valletto presso il Duca di Windsor e Wallis Simpson, allora in esilio in Francia e poi come mozzo sullo yacht privato “L'Atlantide” a Montecarlo.

### Anni sessanta
Nel 1961 si trasferisce a Londra dove studia letteratura inglese lavorando, nel frattempo, come camionista e commesso presso i Magazzini Liberty di Regent Street.
Nel 1962 è in Germania come aiuto cameraman nella città di Amburgo e poi come sindacalista per i diritti delle numerose maestranze italiane presso la ditta Montage Bauthiele.
Nel 1963 soggiorna per quasi un anno in Spagna frequentando tra l'altro i corsi di letteratura spagnola all'Università Menendez Pelayo di Santander.
Ritorna in Italia nel 1964 ed apre, sempre a Cittadella, un laboratorio di restauro e produzione di tavolette decorative che ottengono immediatamente un notevole successo.

### Anni settanta
Inizia a collezionare arte e alla fine degli anni Sessanta apre a Venezia la “Galleria d'Arte Moltiplicata” fondando le Edizioni F. Conz. Sempre nel 1972 compie un viaggio a Berlino dove incontra Joe Jones, Gerhard Rühm e Günter Brus avviando i primi contatti con l'Azionismo Viennese, con Fluxus e con la poesia visiva, contatti che svilupperà per il resto della sua vita. A seguito di questi nuovi incontri chiude la galleria veneziana, vende la collezione e concentra i suoi interessi artistici ad Asolo.
Nel marzo del 1974 parte per un viaggio a New York assieme a Günter Brus, Beate e Hermann Nitsch, dove incontra John Cage, George Maciunas, Jonas Mekas e molti altri artisti delle neo avanguardie newyorkesi.
Rientrato ad Asolo, dove rimane fino al 1979, ospita artisti delle avanguardie accumulando materiale storico e dando vita ad una serie di edizioni e pubblicazioni in concomitanza con la sua attività commerciale di Cittadella.
Nel 1978 il presidente Giovanni Leone lo nomina Ufficiale dell'Ordine al Merito della Repubblica Italiana per la sua attività imprenditoriale.
Nel 1979 chiude ogni attività commerciale a Cittadella, si trasferisce a Verona, inizialmente in Piazzetta Pescheria e dal 1983 in Vicolo Quadrelli, dedicandosi unicamente all'arte e alle Edizioni. A Verona, nel corso di oltre trent'anni di attività editoriale, saranno suoi ospiti tutti i più importanti artisti internazionali (da Joseph Beuys a Hermann Nitsch, da Allan Kaprow a Eugen Gomringer, dai fratelli Haroldo De Campos e Augusto De Campos a Henri Chopin, da Jacques Spacagna a Lawrence Ferlinghetti, da Daniel Spoerri a Milan Knížák) protagonisti dei principali movimenti di avanguardia internazionale: Azionismo Viennese, Lettrismo, Fluxus, Poesia visiva, Poesia concreta, Poesia sonora, Gorgona, Zaj.
Alla fine degli anni Settanta inizia la sua attività non professionale di fotografo ed accumula decine di migliaia di foto che documentano le opere, la vita e le performance degli artisti con i quali collabora.
Promotore ed organizzatore di numerose mostre ha inoltre donato consistenti testimonianze della sua attività editoriale al Queensland Museum di Brisbane (Australia), al Museo d'Arte Moderna di Zagabria e al Museion di Bolzano.

### Anni ottanta/novanta
Nel 1987 ha inizio a Merano, presso Brunnenburg residenza della famiglia Pound, un monumentale progetto in onore di Ezra Pound che coinvolgerà, con vari workshop, oltre 60 artisti delle diverse avanguardie poetiche internazionali.
Nel 1998 a Firenze, presso la City Lights Italia, Decio Pignatari e John Giorno presentano a Francesco Conz Jack Hirschman e Lawrence Ferlinghetti. Ambedue gli artisti, in epoche diverse, soggiorneranno a Verona, lasciando all'archivio una vasta documentazione fotografica ed artistica.
Nel 1999 gli viene conferita dall'Università De Montfort di Londra la laurea ad honorem con il “Degree of Doctor of Art”.

### Anni duemila
Nel 2003, a causa di un grave incidente, rimane completamente paralizzato riuscendo tuttavia a continuare l'attività. In questi anni si dedicherà essenzialmente alla catalogazione e storicizzazione del suo archivio pubblicando una serie di libri che testimoniano l'attività dell'archivio: Winterreise Asolo-New York e viceversa 1974 (2007); Jacques Spacagna. Le voyage en Italie (Frédéric Acquaviva, 2007); Pianoforti lettristi (2007); Noel Berlin Verona Conz (2008); Alain Satié. Autour et detours du portrait (2009); ZAJ Colleccion Archivo Conz (2009); Bernard Heidsieck. Ici Radio Verona et autres ecritures/collages dans la collection F. Conz (Frédéric Acquaviva, 2010). La sua morte impedisce la pubblicazione cartacea di "The Secret Museum"; "Editions F. Conz 1972-2009" e "La Livre. An Homage to Ezra pound" (progetto iniziato nel 1987). Una parte del progetto "La Livre", quella che ha visto il coinvolgimento del gruppo Gorgona, è stata ricostruita sull'archivio digitale MoRE.